# Carpotroche brasiliensis
Carpotroche brasiliensis, pertencente a família Achariaceae, é uma árvore nativa da Mata Atlântica, endêmica do Brasil e sua distribuição geográfica abrange os estados do Espírito Santo, Minas Gerais, Bahia, Rio de Janeiro e São Paulo. É conhecida como fruto-de-paca ou fruto-de-cotia por ser fonte de alimentação destes animais. Além destes nomes, em determinadas regiões, também recebe os nomes de sapucainha, fruto-de-babado, fruto-de-lepra entre outros. 

## Características gerais
A espécie Carpotroche brasiliensis é uma árvore de médio a grande porte e pode alcançar de 5 a 20 metros de altura e de 10 a 40 cm de diâmetro. Sua casca possui aspecto rugoso, suas folhas são simples, demonstrando pubescência (penugem) quando jovens e possuindo de 10 a 18 cm de comprimento quando adultas. Suas flores são brancas, mas tornam-se amareladas na zona central das pétalas. Seu fruto é “carnudo” e sua casca apresenta protuberâncias que lembram franjas, daí a origem de um de seus nomes populares, fruta de babado. São capsulares e arredondados, atingindo uma grande dimensão. Por sua rigidez, semelhante à sapucaia, levou o nome de sapucainha, como é hoje normalmente conhecida. O fruto é muito apreciado por cotias e macacos, dando-lhe os nomes populares de fruta de cotia ou fruta de macaco. É encontrada nas florestas montanhosas dos estados de São Paulo, Rio de Janeiro, Minas Gerais, Espírito Santo, Bahia e Piauí. O óleo extraído da C. brasiliensis tem função inseticida, parasiticida, sendo eficaz no combate à caspa, piolhos e nas manifestações herpéticas.

## Aspectos ecológicos
É uma planta perenifólia ou semidecídua, , indiferente às condições físicas do solo, heliófita ou de luz difusa, característica da mata pluvial atlântica. Possui frequência muito baixa, ocorrendo predominantemente nas planícies aluviais, tanto na mata primária como nas formações secundárias, assim como nas capoeiras e áreas de cabruca.

## Folhas
As folhas da C. brasiliensis possuem pecíolo  (segmento da folha que o prende ao ramo ou tronco, diretamente ou através de uma bainha) de 1 - 3 cm de comprimento; lâmina com 9,5-28 x 3-12cm, obovoada (com a parte mais larga próxima a base) a elíptica (apresentando comprimento duas vezes maior que a sua largura, sendo a região central da lâmina a mais larga). Contém base atenuada, cuneada ou obtusa, ápice agudo, acuminado, raramente obtuso, margem inteira a crenada ou serrilhada, cartácea (consistência de papel) a subcoriácea (semelhante a couro e que se quebra facilmente), verde escura adaxialmente, verde pálida a ferrugínea abaxialmente, tricomas esparsos restritos às nervuras, nervura principal serícea (com aspecto de seda) a tomentosa (lanugem ou "pelos finos"), nervuras principal e secundárias proeminentes em ambas as faces; estípulas lineares (estruturas com a forma de escama localizadas no caule de plantas vasculares, junto à bainha das folhas).

## Inflorescência
As flores da C. brasiliensis são monoclinas (hermafroditas) em cimeiras uniflorais com 1-3 floras; possuem pedúnculo de 2,5-6,5 cm de comprimento, podendo ser seríceo (aspecto de desa) a glabrescente (que perde os pelos espontaneamente); suas brácteas e bractéolas possuem um tamanho de 4-13 mm de comprimento, sendo lineares. Seu pedicelo apresenta de 1-2,2 cm de comprimento com característica serícea a tomentosa. Suas sépalas são obovoadas a largamente elípticas, membranáceas, esverdeadas e externamente com aspecto de seda. As pétalas são brancas e sedosas em ambos os lados, podendo ter formato oval ou levemente alongado. Sua florescência ocorre durante quase todo o ano, predominantemente entre os meses de junho a setembro. Seus frutos amadurecem de agosto a setembro e são atrativos para animais silvestres, principalmente roedores.

## Coleta de sementes
Colhem-se os frutos diretamente da árvore quando se inicia a queda espontânea, podendo também colhê-los no chão após sua queda. Em seguida quebra-se manualmente, retirando todas as sementes e as separando da polpa envolvente. Cada um de seus frutos contém de 80-120 sementes e em um quilograma de sementes pode-se ter aproximadamente 1.520 sementes.

## Produção de mudas
Coloca-se as sementes para germinação, logo após a colheita, sem serem tratadas de qualquer maneira, sendo adicionadas em recipientes individuais com irrigação duas vezes ao dia. Nestes recipientes, é adicionado substrato organo-arenoso e logo após as cobre com uma camada de 0,5 cm do substrato peneirado, . A emergência ocorre em 15-30 dias e geralmente é superior a 50% e o desenvolvimento das plantas no campo é considerado moderado.

## Principais usos
Sua madeira tem como finalidade a confecção de caixas, carpintaria, marcenaria, lenha e carvão, mesmo sendo de difícil manuseio devido a sua casca rígida e de fácil quebra. Pode ser usada em projetos de arborização urbana e ornamental graças à sua beleza, em especial de suas flores e por seu desenvolvimento moderado em campo. Além disso, é utilizada em áreas de restauração florestal por ser um grande atrativo para a fauna. Seu fruto é muito apreciado por diversos animais, sendo chamativos por terem uma aparência singular.

## Chalmugra brasileira
O óleo chaulmúgrico, com sua utilização observada desde os tempos mais antigos, principalmete na Índia, Indochina, Malásia e África, era utilizado para cura de doenças lepróticas e dermatoses. Estas doenças se assolaram inicialmente nas Índias, sendo logo depois, disseminada pelos países do Oriente e logo após, transformado em uma verdadeira enfermidade de um vasto campo.A lepra (ou hanseníase) é uma doença infectocontagiosa ocasionada pela bactéria Mycobacterium leprae. Sua transmissão pode ser dada por secreções por vias aéreas e por saliva. Apesar de ser uma doença cutânea, a mesma pode atingir os nervos periféricos, os olhos e alguns outros órgãos, com período de encubação variado, podendo alcançar meses ou alguns anos. 
Os principais sintomas dessa doença são: dormência em algumas regiões do corpo devido o comprometimento da enervação; manchas na pele de esbranquiçada ou de cor parda, sendo pouco visíveis às vezes; variação de temperatura no local afetado; comprometimento dos nervos periféricos; a perda da sensibilidade local, podendo levar a feridas e à perda dos dedos, assim como outras partes do organismo; pode acontecer o aparecimento de caroços ou inchaço nas partes frias do corpo, como orelhas, mãos e cotovelos; alteração da musculatura esquelética, sobretudo a das mãos, popularmente chamadas “mãos de garra”, entre outros. Sua medicamentação é a base de antibióticos, com variação de seis meses a um ano de tratamento, eliminando 90% dos bacilos.
O óleo retirado das sementes da C. brasiliensis foi extremamente usado no combate a lepra durante o século XX. Este óleo é conhecido como óleo de chaulmugra, sendo possível ser extraído de plantas do gênero Hydnocarpus, Carpotroche, Caloncoba, Oncoba, Lindackeria e Mayra. Os principais constituintes deste óleo são os ácidos graxos ciclopentênicos: ácido hidnocárpico (45,5%), ácido chaulmúgrico (24,4%) e ácido górbico (15,4%) entre outros componentes. Os ácidos graxos ciclopentênicos são reconhecidos por sua ação farmacológica e agente antileprótico. Estudos anteriores afirmam que o óleo extraído da C. brasiliensis tem funções inseticidas e parasiticidas, é eficaz no combate à caspas, piolhos e manifestações herpéticas. Estes óleos foram a principal droga usada para o tratamento da hanseníase até o aparecimento das sulfas, em 1940.